# SN 2007jd
SN 2007jd – supernowa typu Ia odkryta 5 września 2007 roku w galaktyce A025953+0109. W momencie odkrycia miała maksymalną jasność 22,50m.